# Irma (nome)
Irma  è un nome proprio di persona italiano femminile.

## Varianti
- Alterati: Irmina
- Maschili: Irmo, Irmino

### Varianti in altre lingue
- Albanese: Irma
- Finlandese: Irma[1]
- Inglese: Irma[1], Erma[1]
- Sloveno: Irma[1]
- Spagnolo: Irma[1]
- Tedesco: Irma[1], Imma[1]
  - Ipocoristici: Imke[1]
- Ungherese: Irma[1]
  - Diminutivi: Irmuska[1]

## Origine e diffusione
Si trattava in origine di un diminutivo germanico di altri nomi che cominciavano con la radice ermen, cioè "intero", "universale", come Ermelinda, Ermengarda ed Ermenegilda; la stessa origine ha anche il nome Emma, ed entrambi condividono il significato anche con il nome Kelila. Altre fonti lo ricollegano però al nome di un dio sassone, Irmin.
Va notato che la forma tedesca Imma può anche costituire un diminutivo del nome Immacolata.
Il suo uso in inglese cominciò nel XIX secolo.

## Onomastico
L'onomastico si può festeggiare il 24 dicembre, in memoria di sant'Irmina di Oehren, badessa di Treviri. Con questo nome si ricordano anche santa Imma, badessa a Karlburg, festeggiata il 25 novembre e santa Maria Ermellina di Gesù, al secolo Irma Grivot, religiosa francescana missionaria e martire in Cina, commemorata il 9 luglio.

## Persone
- Irma Bandiera, partigiana italiana

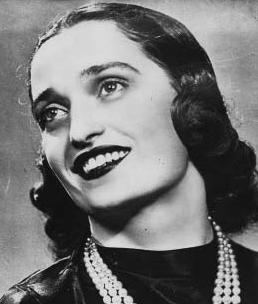
Irma Bandiera

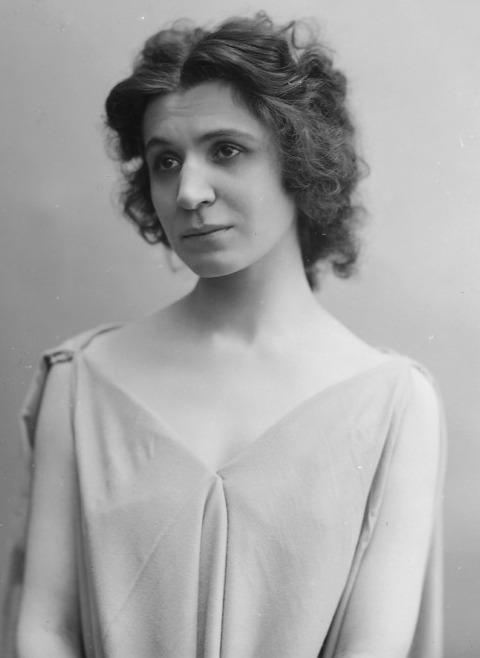
Irma Gramatica

- Irma Brandeis, critica letteraria e docente statunitense
- Irma Capece Minutolo, cantante lirica e attrice italiana
- Irma d'Alessandro, giornalista italiana
- Irma de Antequeda, schermitrice argentina
- Irma Carolina Di Monte, attrice argentina
- Irma Gramatica, attrice italiana
- Irma Grese, nazionalsocialista tedesca
- Irma P. Hall, attrice statunitense
- Irma Heijting-Schuhmacher, nuotatrice olandese
- Irma Kurti, poeta, scrittrice e giornalista albanese
- Irma Marchiani, partigiana italiana
- Irma Ravinale, compositrice e musicista italiana
- Irma Thomas, cantante statunitense
- Irma Valová, cestista ceca

### Varianti
- Irmina di Oehren, religiosa e santa tedesca
- Imke Bartels, cavallerizza olandese
- Erma Bombeck, umorista e scrittrice statunitense
- Irmã Dorote (vero nome Dorothy Stang), religiosa e missionaria statunitense naturalizzata brasiliana
- Imke Duplitzer, schermitrice tedesca
- Erma-Gene Evans, atleta santaluciana

## Il nome nelle arti
- Irma è la protagonista del film del 1963 Irma la dolce, diretto Billy Wilder e del musical Irma la douce'.
- Irma è un personaggio del film del 1957 Il grido, diretto da Michelangelo Antonioni.
- Irma è un personaggio del film del 2002 L'uomo senza passato, diretto da Aki Kaurismäki.
- Irma è un personaggio del videogioco Final Fantasy Fables: Chocobo Tales.
- Irma Blunt è un personaggio del romanzo Si vive solo due volte di Ian Fleming e del film Agente 007 - Al servizio segreto di Sua Maestà diretto da Peter R. Hunt.
- Irma Gobb è un personaggio presente in alcuni sketch del personaggio di Mr. Bean.
- Irma Lair è una delle protagoniste del fumetto e cartone animato W.I.T.C.H.
- Irma Leopold è un personaggio del romanzo Picnic a Hanging Rock di Joan Lindsay e dell'omonimo film diretto da Peter Weir.
- Irma Pince è un personaggio della serie di romanzi e film Harry Potter, scritta da J. K. Rowling.
- Irma Vep è un personaggio del film del 1915 Les Vampires, diretto da Louis Feuillade, e ripreso anche nel film del 1996 Irma Vep,  diretto da Olivier Assayas.

## Toponimi
- Irma è un comune in provincia di Brescia.
- 177 Irma e 5794 Irmina sono due asteroidi della fascia principale.